# Mason County (Kentucky)
Mason County je okres v severovýchodní části státu Kentucky v USA. K roku 2010 zde žilo 17 490 obyvatel. Správním městem okresu je Maysville. Celková rozloha okresu činí 639 km². Na severovýchodě sousedí se státem Ohio.

## Sousední okresy
| Růžice kompasu |                  | Brown County (OH)       | Adams County (OH) | Růžice kompasu |
| Růžice kompasu | Bracken County   | Sever                   | Lewis County      | Růžice kompasu |
| Růžice kompasu | Bracken County   | Mason County (Kentucky) | Lewis County      | Růžice kompasu |
| Růžice kompasu | Bracken County   | Jih                     | Lewis County      | Růžice kompasu |
| Růžice kompasu | Robertson County | Fleming County          |                   | Růžice kompasu |